# Ronov nad Doubravou
Ronov nad Doubravou (in tedesco Ronow an der Doubrawa) è una città della Repubblica Ceca facente parte del distretto di Chrudim, nella regione di Pardubice.